# Limnonectes dammermani
Limnonectes dammermani és una espècie de granota que viu a Indonèsia.